# Blohm & Voss P 178
Il Blohm & Voss P 178 era un bombardiere da picchiata/cacciabombardiere con propulsione a motore a getto, avente una inusuale forma asimmetrica. Il suo progetto venne proposto durante la seconda guerra mondiale.

## Panoramica
Il velivolo era in dotazione di un motore turbogetto Junkers Jumo04B, situato sotto l'ala sul lato di tribordo della fusoliera. La cabina di pilotaggio era posta nella parte anteriore della fusoliera, dietro di essa era presente un grande serbatoio per il carburante. Sotto il serbatoio, all'interno della fusoliera, c'era una rientranza in cui poteva essere trasportata una bomba SC 500 oppure una bomba SC1000. Nella parte posteriore del velivolo erano presenti due piccoli razzi a propellente solido, utilizzati per facilitare il decollo. Due cannoni MG 151 (15 mm/.60) erano posizionati sul naso dell'aereo.

## Specifiche

### Caratteristiche generali
- Membri equipaggio: 1
- Apertura alare: 12.0 m (39 ft 4 in)
- Propulsione: 1 × turbogetto Junkers Jumo 004B, spinta 8,8 kN (2.000 lbf) (spinta statica 900 kg)
- Propulsione: 2 × (manifattura ignota) razzi a propellente solido

### Armamenti
- Armi da fuoco: 2 × mitragliatrici 15 mm MG 151/15
- Bombe: 1 × 500 kg o 1 x 1,000 kg